# جامع سعد بن معاذ (الأنبار)
جامع سعد بن معاذ من مساجد العراق الحديثة، ويقع قرب مركز شرطة سجاريه، في قضاء الرمادي في محافظة الأنبار، وبني في عام 1414هـ /1994م، والجامع مستلم من قبل ديوان الوقف السني في العراق وحالته مضبوطة، وقد بني على نفقة المتبرع (محسن علي حديد)، وتبلغ مساحتهُ 1426م2، بينما تبلغ مساحة الحرم 1000م2، ويحتوي الحرم على مصلى يتسع لأكثر من 1000 مصل، وتعلو الحرم مئذنة موضوعة على برج مبني من مادة الاسمنت، وتقام في الجامع صلاة الجمعة وصلاة العيدين والصلوات الخمس، ومن ملحقات الجامع غرفة مخصصة للإمام والخطيب، وفيه منبر للخطابة صنع من الخشب الصاج.
وتقام في الجامع دورات تحفيظ القرآن في العطلة المدرسية الصيفية، حيث يتخرج من المسجد قرابة مائة طالب وطالبة سنوياً من مختلف الأعمار، يحفظون أجزاء من القرآن، بالإضافة إلى بعض الدروس الفقهية والآداب الإسلامية.
ومقابل الحرم طارمة مسقفة ومن حولها حديقة واسعة.